# الدينار (قفل شمر)

تعديل مصدري - تعديل

الدينار هي إحدى قرى عزلة المخلاف بمديرية قفل شمر التابعة لمحافظة حجة، بلغ تعداد سكانها 233 نسمة حسب تعداد اليمن لعام 2004.